# Unmanned Carrier-Launched Airborne Surveillance and Strike

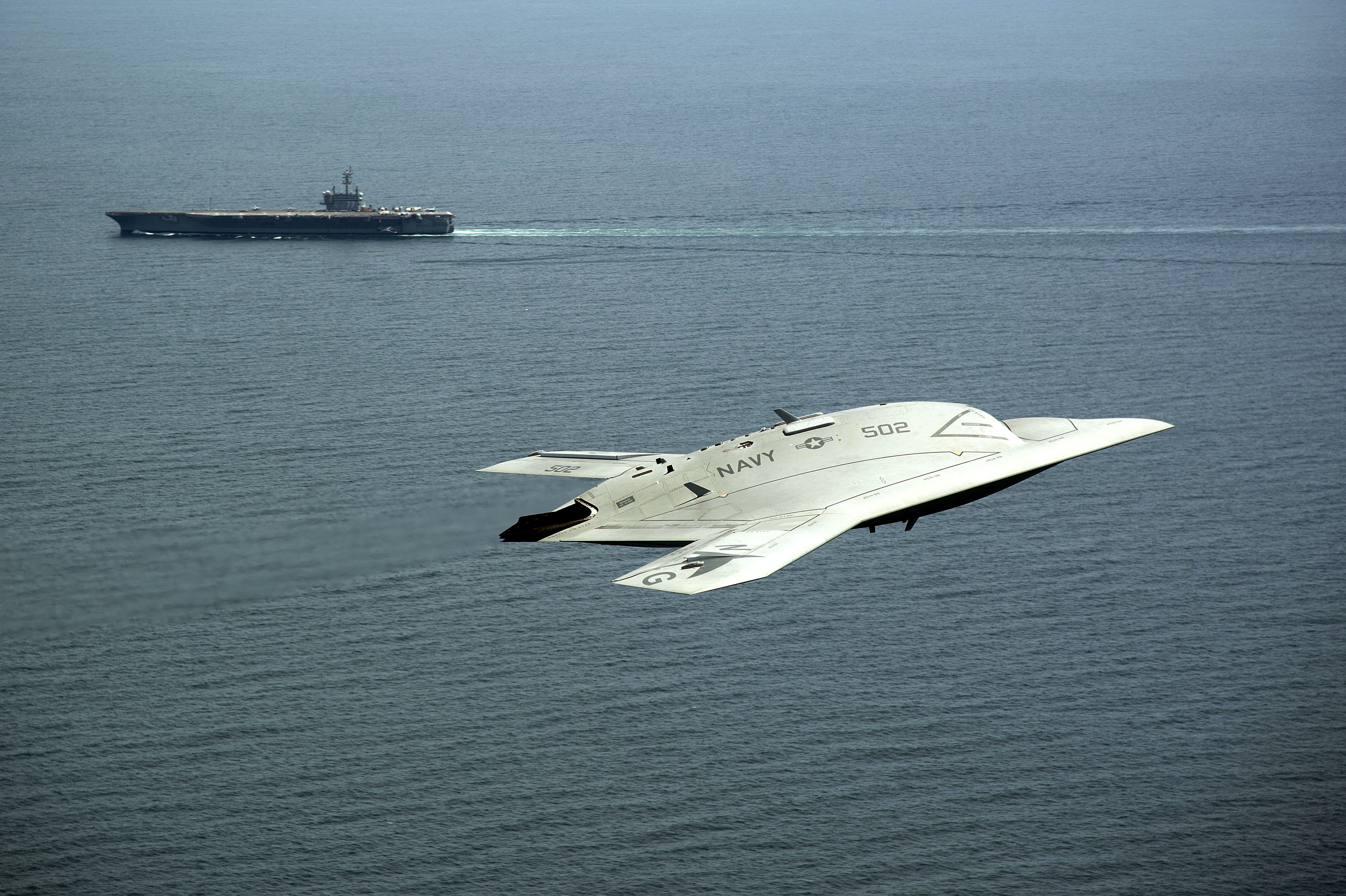
UN prototype X-47B Unmanned Combat Air System volant à proximité du porte-avions USS George H.W. Bush

Le programme Unmanned Carrier-Launched Surveillance and Strike (UCLASS), ou programme aéronaval robotisé de surveillance et de frappe, est un programme de l'U.S. Navy pour des drones militaires adaptés à la marine .
Il fait suite au programme Joint Unmanned Combat Air Systems (J-UCAS) qui était un programme commun entre l'U.S. Navy et l'U.S. Air Force.
Quatre appareils sont étudiés :
- Northrop Grumman X-47B (basé à El Segundo, California) [1]
- Lockheed Sea Ghost (basé à Palmdale, California) [1]
- Boeing Phantom Ray (basé à Saint-Louis, Missouri) [1]
- General Atomics Sea Avenger (basé à Poway, California) [1]

Ils doivent satisfaire le cahier des charges suivant émis en 2013 :
- Distance franchissable de 3 700 km
- Adaptation à l'aéronavale, avec la possibilité de décoller de porte-avion ou d'apponter dans des conditions météorologiques allant jusqu'à la force 7 de l'échelle de Beaufort (vagues de 1,25 à 9 mètres)
- Charge utile de 1 361 kg (3.000 livres)
- Armement emporté de 454 kg (1.000 livres), incluant des bombes de type Joint Direct Attack Munition (JDAM) ou GBU-39 et des contre-mesures électroniques
- Équipement électronique compatible avec les réseaux existants

L'US Navy espérer effectuer son choix en 2014, disposer de prototype en 2015 et de systèmes opérationnels en 2018.

## Changement de plan: Carrier Based Aerial Refueling System
En 2016, la marine annonce un changement d'objectif et assigne à ses drones un rôle de ravitaillement en rôle et de surveillance/reconnaissance au sein des Carrier Air Wing. Le programme est nommé Carrier Based Aerial Refueling System (CBARS), le drone recevant plus tard la dénomination MQ-25 « Stingray ».
Chaque porte-avions devra pouvoir embarquer une dizaine de drones pour ces missions, les premiers devant entrer en service en 2022 ou 2023.
Le 13 avril 2016, la mise en place d'un centre de commandement spécialement destiné aux drones est terminé sur le USS Carl Vinson (CVN-70). Il s'agit du premier porte-avions au monde en à mettre un en œuvre. Le reste des porte-avions américains en sera équipé d'ici 2022.